# فلوریان کلاین
فلوریان کلاین (انگلیسی: Florian Klein؛ زادهٔ ۱۷ نوامبر ۱۹۸۶) یک بازیکن فوتبال اهل اتریش است.
از باشگاه‌هایی که در آن بازی کرده‌است می‌توان به باشگاه فوتبال آستریا وین، باشگاه فوتبال ردبول زالتسبورگ، باشگاه فوتبال اشتوتگارت و تیم ملی فوتبال اتریش اشاره کرد.